# Леоне, Франческа
Франче́ска Лео́не (итал. Francesca Leone, род. 12 марта 1964, Рим) — итальянская художница и скульптор. Дочь итальянского кинорежиссёра Серджо Леоне и актрисы и балерины Карлы Ранальди. Исполнила несколько эпизодических киноролей в фильмах своего отца.

## Биография
Детство и юность Франческа провела в мире кино и искусства благодаря профессии родителей. Её отцом был знаменитый кинорежиссёр, основатель жанра спагетти-вестерна Серджо Леоне, а матерью прима-балерина Римского оперного театра Карла Ранальди. Франческа получила прекрасное художественное образование. Пройдя курс сценографии в Римской академии изящных искусств, девушка полностью посвятила себя живописи. Окончила аспирантуру под руководством профессора Лино Тардиа в Университете изящных искусств в Риме.
В детстве и молодости снялась в нескольких фильмах своего отца, в эпизодических или второстепенных ролях.
Во время съёмок фильма «На несколько долларов больше» Франческе было полтора года, и она появилась на экране в роли мальчика-младенца, которого вместе с матерью и отцом убивают бандиты[значимость факта?].

### Изобразительное искусство
Как художница:
- в 2007 году приняла участие в выставке, организованной Клаудио Стринати[итал.] для Управления Верховного комиссара ООН по делам беженцев (УВКБ ООН) в Капитолийских музеях в Риме.
- В апреле 2008 года, состоялась первая персональная выставка Франчески Леоне «Размышления и размышления» (итал. Riflessi e Riflessioni) в Loggiato di San Bartolomeo в Палермо[3].
- В июне 2009 года в Музее современного искусства (MMоMA) в Москве состоялась её персональная выставка, которую курировал Маурицио Кальвези. По этому случаю она была назначена почётным членом Российской Академии Художеств и была удостоена этой награды из рук президента Академии Зурабом Константиновичем Церетели[4].
- В марте 2010 года — ещё одна персональная выставка «Неподвижные потоки» (итал. Flussi Immobili) состоялась в Галерее Валентины Монкады[итал.] в Риме;
  - В то же время работы Франчески Леоне были представлены на выставке «Современное искусство для храма Зевса» в Археологическом парке Долины храмов[англ.] в Агридженто, вместе с работами пятидесяти зарубежных художников, включая:

- Армана,
- Миммо Йодиче,
- Германа Нича и
- Даниэля Шпёрри.

- Галерея Opera[англ.] в Лондоне провела персональную выставку Леоне в сентябре 2012 года после завершения Олимпийских игр в английской столице[5].
- В 2017 году Франческа Леоне провела ещё одну выставку в Римском музее современного искусства, где представила «Джардино»[6], — сложную экспозицию, соединившую работы её успешной[что?][источник не указан 1477 дней] серии «Наш мусор» с тремя монументальными работами из цемента, ставшими результатом непрерывных изысканий[источник не указан 1477 дней].
- В 2018 году она была приглашена Региональным департаментом культурного наследия и сицилийской идентичности для участия в выставке в Палермо, культурной столице 2018 года, во время биеннале современного искусства «Манифеста» (М12). Выставка под названием «Монахи»[7], куратором которой был Данило Эккер, продолжает концептуальный путь художника через анализ современного общества.

Работы художницы неизменно посвящены темам окружающей среды и памяти.

## Личная жизнь
Франческа Леоне живёт и работает в двух городах: Риме и Майами.

## Фильмография
| Год  |   | Название                       | Роль                                        |
| ---- | - | ------------------------------ | ------------------------------------------- |
| 1965 | ф | «На несколько долларов больше» | ребёнок Томасо (нет в титрах)               |
| 1968 | ф | «Однажды на Диком Западе»      | девочка на станции Флагстоун (нет в титрах) |
| 1984 | ф | «Однажды в Америке»            | подружка Дэвида Бэйли (нет в титрах)        |